# 경주성 전투
경주성 전투는 1592년(선조 25) 8월 2일 경주 내남면 노곡리에서 경상좌도(慶尙左道) 의병도대장(義兵都大將) 김호(金虎)가 왜군을 격파한 전투이다. 노곡전투, 노곡리 전투로 알려져있다.

## 배경
당시 경주에서 의병을 일으킨 전 훈련봉사 김호는 초유사(招諭使) 김성일(金誠一)에 의해 경상좌도 의병도대장의 직함을 받았다. 김호는 정발(鄭撥)의 순절 후 공석이었던 부산첨사에 제수되었으나 부임할 수 없음을 알리고, 경주 부근의 민심을 회복하고 의병의 대오를 편성해 훈련을 실시하고 있었다. 한편 왜군은 이때 영천을 빼앗긴 뒤 고립될 것을 우려하여 양산에 주둔하고 있던 병력 일부를 경주로 보내기로 결정하였다. 이에 따라 이시카와 야쓰카츠(石川康勝)가 이끄는 왜군 정병 500여기가 양산을 출발하여 8월 1일 언양에 도착하였는데, 척후병으로부터 이 소식을 들은 김호는 왜군이 경주에 도착하기 전에 언양에서 격퇴할 것을 계획하였다.

## 경과
8월 2일 김호는 의병 1,400여명을 거느리고 경주를 벗어나 노곡에 이르렀을 때 왜군과 만나게 되었다. 이에 소모관(召募官) 전 현감 주사호(朱士豪)는 함성을 올리며 돌격을 감행하였고, 갑작스런 공격을 받은 왜군은 계곡으로 달아났다. 소모유사(召募有司) 진사 최신린(崔臣麟)과 중군장(中軍將) 최진립(崔震立)은 언덕으로 올라가 돌을 굴리고 화살을 쏘는 한편, 의병도대장 김호의 본대는 왜군의 퇴로를 차단하고 배후에서 총공격하여 왜군을 닥치는 대로 사살하였다. 일부 왜적들이 퇴로를 뚫고 도망하였으나, 김호는 울산 두서면 봉계 인근의 계연까지 추격하여 적을 전멸시켰다.

## 결과
이로 인해 경주로 진입하려던 왜군은 중도에서 궤멸되었고, 왜군의 작전은 상당한 차질을 불러왔다. 이 전투는 경주 일원의 가장 큰 승리이자, 경주읍성(慶州邑城) 탈환의 기틀을 마련한 전투로 평가된다. 그러나 이 전투에서 의병도대장 김호는 부상을 입어 순절하였고, 조정에서는 전투 중 부임하지 못했기에 부산첨사를 행직(行職)으로 삼게 하고 당상관 가자를 추증하였다. 이에 휘하 장수 최진립(崔震立)이 의병을 지휘하게 되었으며, 주사호는 운량사(運糧使)에 임명되었다.